# Nanos punctatus
Nanos punctatus là một loài bọ cánh cứng trong họ Bọ hung (Scarabaeidae).